# Sainte-Brigitte
Sainte-Brigitte (tiếng Breton: Berc'hed) là một xã ở tỉnh Morbihan trong vùng Bretagne tây bắc Pháp. Xã này có diện tích 17,74 km², dân số năm 1999 là 166 người. Khu vực này có độ cao từ 120-286 mét trên mực nước biển.
Cư dân của Sainte-Brigitte danh xưng trong tiếng Pháp là Brigittois.